# Linia kolejowa Týniště nad Orlicí – Letohrad
Linia kolejowa Týniště nad Orlicí – Letohrad – jednotorowa, niezelektryfikowana linia kolejowa w Czechach. Łączy Týniště nad Orlicí i Letohrad. Przebiega przez dwa kraje: hradecki i pardubicki.